# 農商工連携
農商工連携（のうしょうこうれんけい）とは農林水産業者と商工業者がそれぞれの有する経営資源を互いに持ち寄り、新商品・新サービスの開発等に取り組むことである。この取り組みは2007年（平成19年）11月から動き始め、農林水産省と経済産業省が共同で支援している。

## 法律
2008年（平成20年）7月21日に中小企業者と農林漁業者との連携による事業活動の促進に関する法律が施行された。この法律は「農商工連携」に取り組もうとする中小企業者及び農林漁業者の共同による事業計画を国が認定し、認定された計画に基づいて事業者を各種支援策でサポートするものである。

## 「農商工連携支援事業計画」認定について
国の支援
「農商工連携」に取り組もうとする事業者の事業計画が国に認定されると、低利融資、税制優遇措置等の様々な支援が受けられる。
認定のキーワード
中小企業者と農林水産業者の両者が単なる商取引関係にあるだけではなく、両者が主体的に事業に参画し、それぞれの得意分野である経営資源を互いに持ち寄り、工夫を凝らした新事業を計画しなければならない。また、認定にあたっては両者がこれまでに開発、生産したことない新たな商品・サービスであることや、市場での需要が見込まれることによる両者の経営改善などが基本的な要件となっている。例えば、養豚所の近くにハムの加工会社を建設しても、上記の要件にあてはまらないので、支援対象とはならない。
成功事例（認定事例）
高品質なシラス製品等の開発・製造・販売。
乳業者が独自の技術で加熱水蒸気を利用した殺菌処理法の開発に成功し、このことを、卸売業者と漁業者に伝えたところから連携がスタートした。新たな殺菌処理法を採用することにより、シラスの賞味期限が3倍になり、味・風味も良くなった。また、卸売業者と手を組むことで、トレーサビリティも確保され、安全面での信頼も得ることができた事例である。

## 経緯
- 2007年11月30日 - 「地方経済再生のための緊急プログラム」及び「農林水産業・商業・工業等の産業間での連携（『農商工連携』）促進等による地域経済活性化のための取組について」策定[1]。
  - ＜発想＞「地域の基幹産業である農業（農林水産省所管）と商工業（経済産業省所管）が有機的に連携し、新たなビジネスを生み出すことで地域経済の活性化につながる。」
- 2008年2月8日 - 農商工等連携関連2法案の閣議決定と法案の国会提出
  - 1. 農商工等連携促進法案（中小企業者と農林水産業者との連携による事業活動の促進に関する法律案）
    - ＜内容＞中小企業者と農林水産業者が連携して行う新商品等開発・販売促進等の取組を支援。

  - 2. 企業立地促進法改正法案（企業立地の促進等による地域における産業集積の形成及び活性化に関する法律の一部を改正する法律案）
    - ＜内容＞農林水産関連産業の企業立地等を進め、産業集積の形成等を促進するための支援策等の追加。
- 2008年4月4日 - 農商工連携88選の選定[2]
- 2008年5月16日 - 農商工等連携関連2法案の可決成立（平成20年通常国会にて審議・可決・施行）
- 2008年5月23日 - 農商工等連携関連2法の公布
- 平成20年度関連予算
  - 経済産業省、農林水産省がそれぞれ100億円ずつ農商工連携関連予算として用意。計200億円。
- 2008年6月16日 - 農商工連携サミット＠首相官邸[3]
- 2008年7月3日 - 農商工連携フォーラム[4]
- 2008年9月19日 - 「新経済成長戦略」を閣議決定。この中で、農商工連携の更なる促進と「植物工場」の普及・拡大がうたわれた[5]。
- 2008年12月 - 経産省・農水省連名で「農商工連携研究会」と「農商工連携研究会植物工場ワーキンググループ」を立ち上げ[6]

- 農商工連携促進法の認定案件:190件（2009年3月まで）
- 平成21年度関連予算 - 経済産業省155億円、農林水産省179億円が農商工関連予算として用意。計約330億円。

- 植物工場モデル展示
  - 第1回植物工場モデル展示（2009年1月21日 - 3月24日）- 300名が来場。
  - 第2回植物工場モデル展示（2009年5月26日 - 10月下旬）

## 農商工連携の今後の展開
農商工連携施策は、上記以外にもあり、地域特産品を販売するインターネットサイト「にっぽんe物産市（ショッピングモール）」の立ち上げによる販路開拓支援や、商店街の空き店舗を活用した地元農林水産物のアンテナショップを設置・運営する事業への補助金等さまざまな施策を実施している。
今後、農商工連携のさらなる促進のためには、第一次・第二次・第三次の産業の壁を取り払い、農林水産物の生産現場である川上から、消費者に販売するという川下までをつなげることが重要となってくる。
そこで、農林水産省と経済産業省が中心となり、農商工連携促進のため関係省庁だけではなく、都道府県や市町村、農業協同組合、商工会議所、中小企業等協同組合、金融機関等、より地域に近い関係団体にも含めて働きかけを行っている。その結果、全国各地で約630機関が参画する地域別農商工連携に関する勉強会や農業者と中小企業者の出会いの場となるマッチングイベントや商談会等が多数開催されている。
最近では、富山県氷見市のはとむぎ茶や沖縄県読谷村の紅いもタルトのように、地域の農産物等を使って農商工連携による地域活性化を実現している地域が各地で見られるようになった。各地の事例は、「農商工連携88選」や「農商工等連携事業計画認定事例集（第1期、第2期、第3期）」を参照するとよい。